# Теорема о пяти красках
Теорема о пяти красках — ослабленный вариант теоремы о четырёх красках: вершины любого планарного графа можно покрасить в пять цветов так, чтобы любые две смежные вершины были разных цветов (данный способ покраски в математике называют правильным), или, что то же самое, хроматическое число планарного графа не больше 5. Теорема была доказана Перси Хивудом в 1890 году, его доказательство основано на исправлении ошибки в неудачной попытке доказательства Альфреда Кемпе предпринятой в 1879 году, которое считалось обоснованным в течение 11 лет.

## Доказательство
В отличие от теоремы о четырёх красках, доказательство является достаточно компактным. Ведётся индукцией по количеству вершин графа. В базе индукции факт, что при {\displaystyle V<6} можно просто покрасить вершины в различные цвета.
Для индуктивного перехода показывается, что если для графа {\displaystyle G} из {\displaystyle V+1} вершины все планарные графы с {\displaystyle V} вершинами можно правильно покрасить в 5 цветов, то и сам граф может быть покрашен в пять цветов. Для этого используется следствие из формулы Эйлера о том, что в планарном графе найдётся вершина {\displaystyle u} степени меньше {\displaystyle 6}. Поскольку граф {\displaystyle G\setminus \{u\}} раскрашивается в {\displaystyle 5} цветов правильным образом, то возможны два варианта: 1) если степень {\displaystyle u} менее {\displaystyle 5} или какие-то две соседние вершины {\displaystyle u} покрашены в один цвет (в этом случае найдётся цвет, в который не покрашена ни одна из соседних вершин {\displaystyle u}, а тогда можно покрасить {\displaystyle u} в этот цвет, и покраска будет правильной) 2) степень вершины {\displaystyle u} равна {\displaystyle 5} и все смежные с ней вершины раскрашены в разные цвета.
Для второго варианта пять смежных с {\displaystyle u} вершин нумеруются в порядке обхода соответствующих исходящих рёбер по часовой стрелке: {\displaystyle v_{1},v_{2},v_{3},v_{4},v_{5}}; за {\displaystyle c_{i}} обозначается цвет вершины {\displaystyle v_{i}}; определяется подграф {\displaystyle H_{ij}} графа {\displaystyle G} без {\displaystyle u} как подграф, содержащий все вершины, окрашенные в цвета вершин {\displaystyle v_{i}} и {\displaystyle v_{j}}. Далее рассматривается два случая:
1. Вершины {\displaystyle v_{1}} и {\displaystyle v_{3}} лежат в разных компонентах связности графа {\displaystyle H_{13}}. В этом случае возможно перекрасить вершины из той же компоненты, что и {\displaystyle v_{1}}, следующим образом: перекрашиваем все вершины цвета {\displaystyle c_{1}} в цвет {\displaystyle c_{3}}, а все вершины цвета {\displaystyle c_{3}} в цвет {\displaystyle c_{1}}. Покраска графа {\displaystyle G} без {\displaystyle u} по-прежнему останется правильной, но при этом теперь вершина {\displaystyle v_{1}} будет покрашена в цвет {\displaystyle c_{3}}, а не {\displaystyle c_{1}}, а значит можно покрасить вершину {\displaystyle u} в цвет {\displaystyle c_{1}} и получить требуемую раскраску графа {\displaystyle G}.
2. Вершины {\displaystyle v_{1}} и {\displaystyle v_{3}} лежат в одной компоненте связности графа {\displaystyle H_{13}}. Тогда между вершинами {\displaystyle v_{1}} и {\displaystyle v_{3}} существует путь в графе {\displaystyle H_{13}}. Вместе с вершиной {\displaystyle u} и рёбрами {\displaystyle (v_{3},u)} и {\displaystyle (u,v_{1})} данный путь образует цикл {\displaystyle C_{13}}. Так как граф {\displaystyle G} планарен, а {\displaystyle C_{13}} — несамопересекающийся цикл, то по теореме Жордана {\displaystyle C_{13}} делит плоскость на {\displaystyle 2} компоненты связности (внешняя и внутренняя), причём точки {\displaystyle v_{2}} и {\displaystyle v_{4}} будут находиться в разных компонентах, а следовательно, не существует пути из {\displaystyle v_{2}} в {\displaystyle v_{4}} в графе {\displaystyle H_{24}}. Тогда {\displaystyle v_{2}} и {\displaystyle v_{4}} находятся в разных компонентах связности графа {\displaystyle H_{24}}, и можно аналогично рассуждениям из случая 1 перекрасить вершины из той же компоненты связности графа {\displaystyle H_{24}}, что и {\displaystyle v_{2}}, следующим образом: перекрашиваются все вершины цвета {\displaystyle c_{2}} в цвет {\displaystyle c_{4}}, а все вершины цвета {\displaystyle c_{4}} в цвет {\displaystyle c_{2}}, а затем покрасить вершину {\displaystyle u} в цвет {\displaystyle c_{2}} и получить требуемую раскраску графа {\displaystyle G}.